# راه‌های خشن و سرکش
راه‌های خشن و سرکش (انگلیسی: Rough and Rowdy Ways) سی و نهمین آلبوم استودیویی توسط باب دیلن، خواننده و ترانه‌سرای آمریکایی است که در ۱۹ ژوئن ۲۰۲۰ از طریق کلمبیا رکوردز منتشر شد. این اولین آلبوم اورجینال دیلن بعد از ۲۰۱۲ است.

## نظر منتقدان
براساس ۱۳ بررسی رتبه‌بندی ۹۷/۱۰۰ را از متاکریتیک بدست آورد. نیل مک کورمیک از تلگراف به آلبوم از پنج ستاره، پنج داد. میکائیل وود، در لس آنجلس تایمز گفت: «هر آهنگ بیشتر از آهنگ قبل شگفتی ها را بر می انگیزد.» کارل ویلسون برای از اسلت، آلبوم را بهترین اثر دیلن در «سالهای اخیر، شاید دهه‌های اخیر» به علت وسعت اشاره‌های فرهنگی و عمق اشعار و ترانه‌ها خواند.

## فهرست ترانه‌ها
همهٔ ترانه‌ها توسط باب دیلن نوشته شده‌است.
| Disc 1     | Disc 1                                       | Disc 1 |
| شماره      | نام                                          | مدت    |
| ---------- | -------------------------------------------- | ------ |
| ۱.         | «I Contain Multitudes»                       | ۴:۳۶   |
| ۲.         | «False Prophet»                              | ۶:۰۰   |
| ۳.         | «My Own Version of You»                      | ۶:۴۱   |
| ۴.         | «I've Made Up My Mind to Give Myself to You» | ۶:۳۲   |
| ۵.         | «Black Rider»                                | ۴:۱۲   |
| ۶.         | «Goodbye Jimmy Reed»                         | ۴:۱۳   |
| ۷.         | «Mother of Muses»                            | ۴:۲۹   |
| ۸.         | «Crossing the Rubicon»                       | ۷:۲۲   |
| ۹.         | «Key West (Philosopher Pirate)»              | ۹:۳۴   |
| مجموع مدت: | مجموع مدت:                                   | ۵۳:۳۹  |

| بررسی انتقادی       | بررسی انتقادی |
| منبع                | رتبه‌بندی      |
| ------------------- | ------------- |
| Metacritic          | 95/100        |
| Rolling Stone       | [ ۵ ]         |
| The Daily Telegraph | [ ۶ ]         |
| The Guardian        | [ ۷ ]         |
| Mojo                | [ ۸ ]         |
| NME                 | [ ۹ ]         |

| Disc 2     | Disc 2                | Disc 2 |
| شماره      | نام                   | مدت    |
| ---------- | --------------------- | ------ |
| ۱.         | «قتلی به غایت اشتباه» | ۱۶:۵۴  |
| مجموع مدت: | مجموع مدت:            | ۱۶:۵۴  |